# Hadadezer
Hadadezer (Hebreeuws: הֲדַדְעֶזֶר, hǎdad'æzær, "Hadad is [mijn] hulp") was koning van het Aramese koninkrijk Zoba en zoon van Rehob. Hij komt alleen voor in de Hebreeuwse Bijbel, waar hij verschijnt als een tegenstander van koning David en door hem wordt verslagen. Volgens de Bijbelse chronologie leefde hij daarmee in de 10e eeuw v.Chr.
Volgens 2 Samuel 8:3-4 vormde Hadadezer een coalitie met de Ammonieten tegen David, maar werd verslagen. Na deze nederlaag groeide met name Aram-Damascus uit tot een bovenregionaal machtscentrum.

## Benhadad II
In  2 Koningen 8:15 in de Hebreeuwse Bijbel komt ook een Hadadezer voor. Dit was waarschijnlijk Benhadad II.